# Сикорская, Елена Владимировна
Елена Владимировна Сикорская, урождённая Набокова (18 (31) марта 1906 — 9 мая 2000) — представительница первой волны русской эмиграции, переводчица, библиотекарь. Сестра писателя Владимира Набокова.

## Биография
Елена родилась 18 (31) марта 1906 года в набоковском имении Выра в семье политика Владимира Дмитриевича Набокова и Елены Ивановны, урождённой Рукавишниковой. В детстве занималась с домашними учителями, затем поступила в гимназию Стоюниной в Санкт-Петербурге.
В 1919 году покинула родину вместе со всей своей семьёй. В эмиграции жила сначала в Берлине и в Праге. Окончила в 1930 году философский факультет Карлова университета, в 1936 году — курсы библиотекарей при этом университете. Работала библиотекарем в Карловом университете, с 1945 по 1947 год — переводчиком при Министерстве иностранных дел Чехословакии. С 1947 года, когда она переехала в Швейцарию, и до ухода на пенсию в 1966 году Елена Сикорская работала в библиотеке ООН в Женеве. Умерла в Женеве 9 мая 2000 года, пережив свою единственную сестру и всех своих братьев.
Начиная с 1969 года Елена Сикорская в течение десяти лет ездила в Ленинград каждое лето, пока позволяло здоровье; она стала первой из близких родственников Набокова, кто посетил СССР. Когда Сикорская решила навестить родной дом, вахтёрша спросила, в какой квартире она жила. Елена ответила, «Да собственно, во всех». Также Елена побывала в Рождествено, которое Владимир в 1916 году получил в наследство от дяди.
Несмотря на проживание в Швейцарии в течение 53 лет, Елена Сикорская так и не получила паспорт этой страны. Потеряв чехословацкое гражданство после прихода к власти коммунистов и отказа вернуться в Чехословакию, Елена до смерти оставалась апатридом с проездным документом.

### Взаимоотношения с братом Владимиром
Из братьев и сестёр писателя Владимира Набокова Елена была его любимицей. В 1947 году Владимир написал письмо генеральному секретарю ООН Трюгве Ли, рекомендуя Елену в качестве библиотекаря. В 1959 году Набоков приехал в Швейцарию и впервые с 1937 года встретился с Еленой, к ним также присоединился брат Кирилл. После этого Елена и Владимир часто виделись в Швейцарии. По словам сына Елены Владимира, его дядя подписывал свои книги только Елене, своей жене Вере и сыну Дмитрию. В 1986 году Елена опубликовала переписку с братом.
Впечатления Елены от поездки на родину и собранные по просьбе её брата мелкие детали советской действительности были использованы Владимиром в романе «Смотри на арлекинов!», герой которого, эмигрант Вадим Вадимыч, посещает Ленинград. Путешествие было описано в книге с такой точностью, что некоторые читатели считали, будто Владимир Набоков инкогнито побывал в СССР.

## Личная жизнь
Брак с первым мужем был заключён в 1927 году и продлился недолго. Второй муж — Всеволод Сикорский, бывший офицер Добровольческой армии Врангеля. Елена Сикорская овдовела в 1958 году.
Единственный сын, Владимир Сикорский, родился в Праге в апреле 1939 года. Работал переводчиком-синхронистом в ООН.
Елена Сикорская владела русским, чешским, французским, английским и немецким языками. Она любила играть в «Скрэббл».